# Phare d'Esopus Meadows
Le phare d'Esopus Meadows (en anglais : Esopus Meadows Light) est un phare actif situé sur le fleuve Hudson, près d'Esopus, dans le Comté d'Ulster (État de New York).
Il est inscrit au Registre national des lieux historiques depuis le 29 mai 1979 .

## Histoire
La construction du premier phare sur le site a débuté en 1838, lorsque la ville d'Esopus a cédé la terre au gouvernement américain pour un montant de 1,00 dollar. Le gouvernement américain a affecté 6 000 dollars à la construction du phare. La lumière est devenue active en 1839. Il était un jumeau du phare de Rondout Creek. II situé plus au nord sur le fleuve Hudson. En 1867, le bâtiment fut gravement endommagé par les inondations et la glace. Des fonds sont alors alloués à un nouveau phare en 1870.
Le phare actuel a été achevé en 1871 et est le dernier phare en bois existant sur l'Hudson et le seul phare d'Hudson avec un extérieur en bardage en bois. Il a été allumé en 1872. Il possède le même système optique que le phare de Rose Island, phare de Sabin Point, phare de Pomham Rocks et phare de Colchester Reef. Esopus Meadows a été fermé en 1965 et, dans les années 1990, il était tombé en ruine. Le problème le plus grave a été la détérioration des fondations, qui avaient commencé à se désagréger à cause des dommages causés par la glace. Il a été restauré et a été rallumé en 1990. il se situe sur une petite île au nord d'Esopus. Accessible uniquement par bateau, des visites sont proposées à l'occasion.

### Préservation
La Loi sur la préservation des phares historiques nationaux prévoit que l'United States Coast Guard peut déclarer certains phares excédentaires et en transférer la propriété à des entités gouvernementales historiques, à but non lucratif ou locales, à la suite d'un processus de demande et d'examen. Neuf phares ont été identifiés à l’automne 2001 dans le cadre d’un programme pilote de transfert de ces phares.
La Save Esopus Lighthouse Commission a loué le phare à l'United States Coast Guard en 1990 aux fins de restauration. Ils ont finalement pris possession en septembre 2002.

## Description
Le phare  est une tour octogonale en bois avec galerie et lanterne de 17 m de haut, montée sur une maison de gardien en bois de deux étages au toit mansardé rouge. La tour est peinte en blanc et la lanterne est noire.
Il émet, à une hauteur focale de 18 m, un éclat blanc de 0.3 seconde par période de 2.5 secondes. Sa portée est de 6 milles nautiques (environ 11 km).
Il est équipé d'une cloche de brouillard.

## Caractéristiques dufeu maritime
Fréquence : 3 secondes (W)
- Lumière : 0.3 seconde
- Obscurité : 2.2 secondes

Identifiant : ARLHS : USA-276 ; USCG : 1-38155 - Admiralty : J1140.08 .

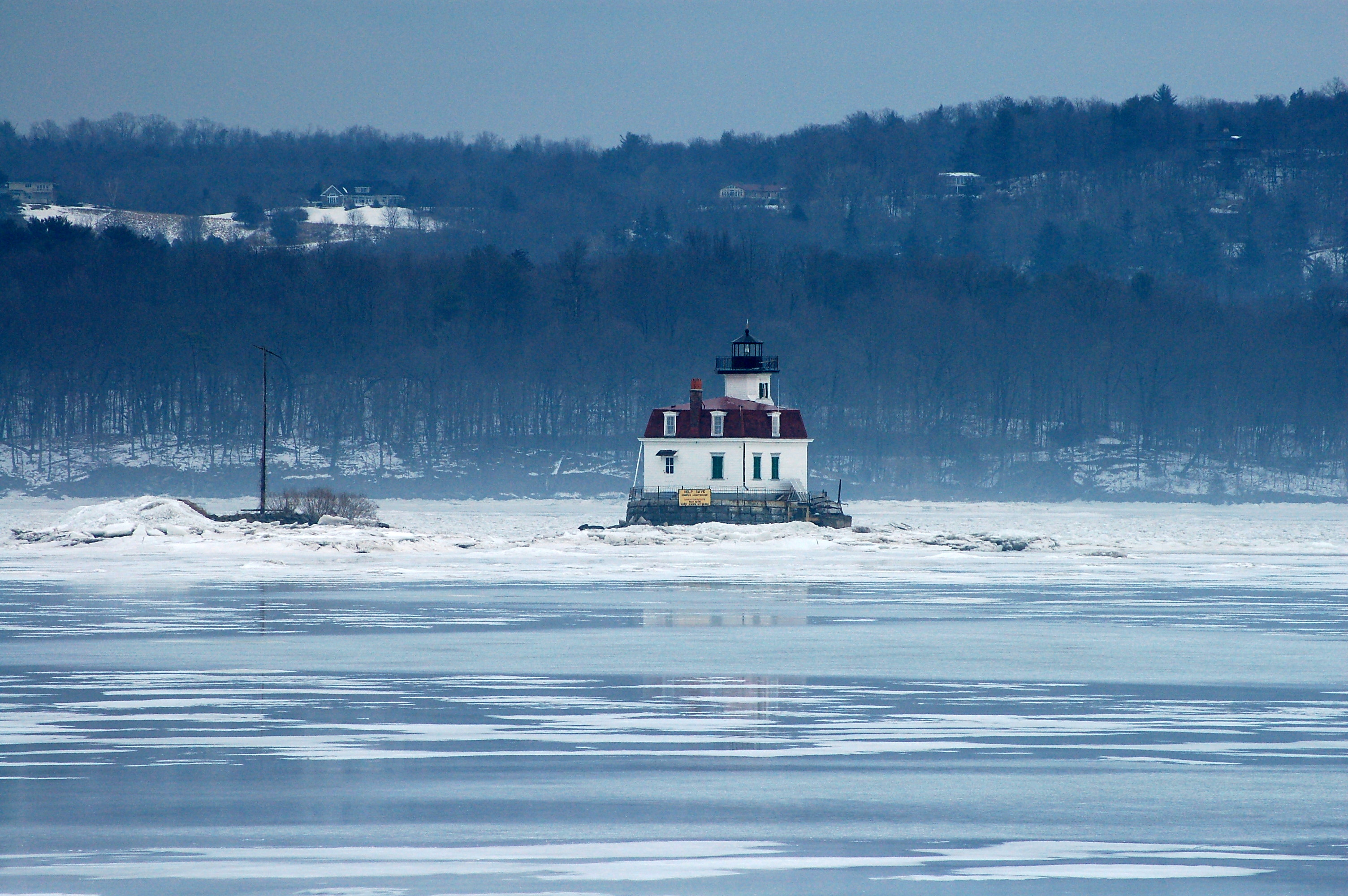
Le phare en hiver
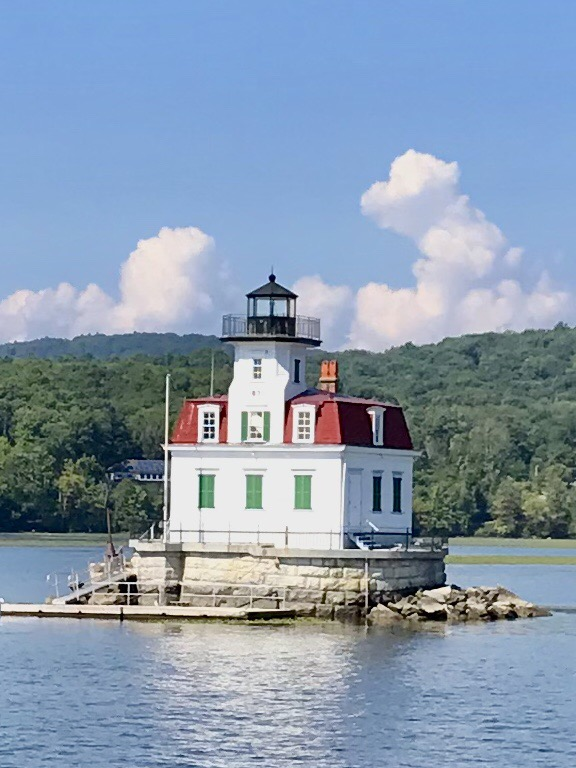
Phare

### Lien connexe
- Liste des phares de l'État de New York